# Schlagwort (Linguistik)
Als Schlagwort (englisch buzzword oder catchword, französisch slogan) wird ein Ausdruck oder Spruch bezeichnet, durch den besondere Beachtung erzeugt werden soll (Plural: „Schlagworte“ oder seltener „Schlagwörter“). Davon zu unterscheiden ist das Schlagwort (Plural: „Schlagwörter“) in der Bedeutung „Stichwort, Deskriptor“, wie es der inhaltlichen Erschließung von Dokumenten mittels Verschlagwortung gebraucht wird, zum Beispiel in Bibliotheken.
Schlagworte sind Wörter oder kurze Phrasen, die benutzt werden, um bestimmte Sachverhalte prägnant und überzeugend mitzuteilen. Da ihrem Gebrauch eine (unbewusste) Überzeugungsabsicht zugrunde liegt, verknappen oder vereinfachen diese Wörter den beschriebenen Sachverhalt oft auf zweifelhafte Weise zugunsten des Wohlklangs und zu Lasten der vermittelten Information. Sie können auch einen schmähenden oder verhöhnenden Charakter haben. Nicht selten übernimmt die betroffene Gruppe im Laufe der Zeit das ursprünglich negative Schlagwort und besetzt es positiv (Bedeutungswandel).
Häufig handelt es sich um Neologismen. Massenmedien prägen einen Teil der im Umlauf befindlichen Schlagwörter; dies kann die Publikumswirksamkeit von Beiträgen bzw. Themen erhöhen. Der Begriff „Buzzword“ (im Deutschen) stellt also selbst ein Schlagwort dar und wird für den übermäßigen Einsatz von Schlagwörtern gebraucht.

## Schlagwortforschung
Seit mehr als 100 Jahren sind Schlagwörter in ihrer alltagssprachlichen und rhetorischen Funktion auch Gegenstand der Forschung. Als Wegbereiter gelten der Literaturwissenschaftler Richard M. Meyer sowie der Leipziger Lehrer und Philologe Otto Ladendorf.
Schlagwortforschung untersucht den Gebrauch von Schlagwörtern vor allem als konkret epochenbezogenes, gesellschaftliches (etwa: politisches) Phänomen. Von Interesse sind aber auch allgemeine Fragen zur Entstehung, Lebensdauer oder typischen Form von Schlagwörtern. Das Forschungsfeld bezieht seine Anregungen einerseits aus der populären Sprachkritik, andererseits sind die Übergänge zur Diskursanalyse durchaus fließend.

### Wörterbücher
- Hadumod Bußmann (Hrsg.): Lexikon der Sprachwissenschaft. 3., aktualisierte und erweiterte Auflage. Kröner, Stuttgart 2002, ISBN 3-520-45203-0.
- Duden. Deutsches Universalwörterbuch. 6., überarbeitete und erweiterte Auflage. Dudenverlag, Mannheim 2007, ISBN 978-3-411-05506-7.
- Helmut Glück (Hrsg.), unter Mitarbeit von Friederike Schmöe: Metzler Lexikon Sprache. 3., neu bearbeitete Auflage. Metzler, Stuttgart/Weimar 2005, ISBN 3-476-02056-8.
- Otto Ladendorf: Historisches Schlagwörterbuch. Ein Versuch. Verlag Karl J. Trübner, Straßburg 1906 (online). Nachdruck mit einer Einleitung von Hans-Gerd Schumann: Olms, Hildesheim 1968.
- Richard M. Meyer: Vierhundert Schlagworte. Teubner, Leipzig 1900.
- Kurt Pätzold, Manfred Weißbecker Hrsg.: Schlagwörter und Schlachtrufe aus zwei Jahrhunderten deutscher Geschichte. Directmedia Publishing, Berlin 2006, ISBN 978-3-89853-843-5.
- Gero von Wilpert: Sachwörterbuch der Literatur (= Kröners Taschenausgabe. Band 231). 8., verbesserte und erweiterte Auflage. Kröner, Stuttgart 2001, ISBN 3-520-23108-5.

### Beiträge zur Schlagwortforschung
- Manfred Kaempfert: Die Schlagwörter. Noch einmal zur Wortgeschichte und zum lexikologischen Begriff. In: Muttersprache, Bd. 100, (1990), S. 192–203.
- Thomas Niehr: Schlagwort. In: Gert Ueding (Hrsg.): Historisches Wörterbuch der Rhetorik. Band 8: Rhet–St. Niemeyer, Tübingen 2007, Sp. 496–502.
- Wulf Wülfing: Schlagworte des Jungen Deutschland. Mit einer Einführung in die Schlagwortforschung. Schmidt, Berlin 1982.